# 快刀乱麻 雅
『快刀乱麻 雅』（かいとうらんま みやび）は、1999年1月21日にイマジニアから発売された、プレイステーション用育成シミュレーションゲーム。開発はALLPOWERFUL、キャラクターデザインは成瀬裕司。通常版は税込み6090円、グッズ類を同梱した限定版は税込み8190円。

## 概要
1997年9月に発売されたWindows 95用ゲーム『快刀乱麻』のリメイク移植。立ち絵やイベントグラフィックが一新されている。windows版ではストーリーは各ヒロイン毎の個別シナリオのみだったが、作品全体を通して進行するメインストーリーが追加された。これに伴いキャラクターの追加や削除がなされている。また主人公を含めwindows版に登場したキャラクターは一部設定が変更されている。時代劇『暴れん坊将軍』の世界をベースにしており、身分を偽り火消に居候している上様（徳川吉宗）や北島三郎に酷似した火消の頭などが登場する。

## システム
1週間単位で予定を入力し、キャラクターを育成して依頼（クエスト）やイベントをこなしていく育成シミュレーションゲーム。ストーリーは周回毎に追加され、最終的には全部で4つのルートに分岐する。ヒロイン5人全員に結婚エンドがある。オープニングムービーは新ルートをクリアする毎に追加され、全部で4種類ある。

## 店頭予約特典
店頭予約購入者にのみ、小春・淑乃・紗菜・美燐の4種の内どれか1枚が封入されたプロモーションカード（トレーディングカード）が渡された。

## あらすじ
鎖国をせず女性にも帯刀が許されている架空の日本、江戸時代。所は江戸麻布。突然旅に出てしまった父・鉄舟斎に代わり、剣術道場を預かることになった新十郎。しかしあまりの頼りなさに門弟のほぼ全員が道場を去ってしまい、四苦八苦する。一方、江戸の町には織田信長の怨念による危機が迫っていた。

## 登場人物
声の表記は「ゲーム版 / OVA版」。一人しか記載がない場合はOVA版でのキャスト。

### 楯岡道場
楯岡新十郎
声 - 森久保祥太郎
本作の主人公。15歳。長髪をポニーテールにしている。甘党で下戸。身長165cm、体重58kg。家紋は「丸に房扇」。
全国にその名を知られた一刀流楯岡道場の開祖である剣豪・楯岡鉄舟斎の一人息子。母親は幼少の頃に亡くしている。父から厳しい剣術の手ほどきを受けており素質はあるのだが、女の子のような容姿と柔和な性格のため他の剣客からはすっかりなめられている。反面、士農工商に関わらず誰にでも分け隔てなく接するので、町人からは非常に慕われている。試合で勝ったことがない。
理由も行き先も告げずに父が旅に出てしまったため臨時に道場主を務めることになったが、自身の頼りなさから門弟のほぼ全員に逃げられてしまったあげく父に多額の借金があったことが発覚し、道場を維持しながら借金も返さなければならないという大変な苦労を背負い込むことになった。
ちなみに新十郎の時代の楯岡道場では門下生になる者の流派を一切問うておらず、中には刀剣類を使わない者までいる。
藤城小春
声 - 豊島真千子 / 同左
13歳。長髪をポニーテールにして、ミニスカート並みに丈の短い着物を着用しサイハイソックス風の足袋を履いている。甘党。身長149cm、体重38kg、スリーサイズはB74/W54/H78。家紋は「丸に上がり藤」。
直参の大身旗本・藤城昌信の一人娘で、新十郎の幼馴染。山育ちのお転婆姫であり、小太刀と馬術の達人。暴れ馬をいとも容易く鎮めてしまうほど馬の扱いに精通している。料理は苦手だが、武家の姫君が身につけているべき所作は一通り習得している。琴が弾ける。藤城家の領地で暮らしていたが、新十郎の苦難を聞きつけて単身江戸へ出て来た。以来門弟となる。
なお、windows版に登場した縁談の相手・松平義成は設定ごとオミットされており登場しない。
琴原淑乃
声 - 富沢美智恵 / 同左
19歳。ウェーブのかかった長い長髪を襟足で団子状にまとめており、オーソドックスな着物を着用。好物は桜餅。身長155cm、体重44kg、スリーサイズはB80/W57/H82。家紋は「丸に三つ琴柱」。
楯岡道場最後の良心的な存在。主人公を見守るお姉さん役として道場の面倒をみている。8年前に鉄舟斎との果たし合いで死亡した剣客・琴原遼雲の娘。父の死後、定期的に送られてくる金の送り主が鉄舟斎であることを察知し、楯岡道場に住み込みで弟子入りした。母親の温もりを知らない新十郎にとっては、母とも姉とも言える存在である。女手の無い楯岡家では家事も担当している。刀は腰に帯びず、抱くようにして右手で持った鞘から左手で刀を抜くという、独特の居合を使う。
ゲームの進行によっては鉄舟斎と結婚し、本物の母親になる場合がある。
小石川紗奈
声 - 桑島法子 / 同左
17歳。長髪を大きな黄色いリボンで結んでおり、袴を着用。好物はすもも。身長157cm、体重42kg、スリーサイズはB82/W56/H87。家紋は「撫子」。
御典医への道を蹴って町医者をしている小石川一庵の娘。自宅界隈が何かと物騒になってきたため護身術を教えてくれる道場を探していたところ、食中りで寝込んだ新十郎を往診したことから楯岡道場を知り入門した。しかし剣術道場に入門しておきながら使う得物は薙刀であり、これを槍のように投擲するという奇抜な技を持つ。幼い頃から頭が良いが、天然気味で一般常識に欠けるところがある。
父に変わって往診を担当しておりその献身的な働きぶりで江戸町人に人気があり、ゲームの進行によってはプロのアイドルになる場合がある。
花房美燐
声 - 今井由香 / 同左
15歳。肌は褐色で金髪青瞳、髪にハイビスカスの花を挿しており、肩と腹を大きく露出した改造着物を着用。酒豪。身長162cm、体重44kg、スリーサイズはB89/W58/H88。家紋は「浮き線花菱」。
横須賀奉行の配下・花房盛充とイギリス海軍の女性将校との間に生まれたハーフ。神田や日本橋辺りで遊びまわっており通称「野良猫みれん」。喧嘩に明け暮れていたところ仲裁を試みた新十郎に興味を持ち、楯岡道場に入門した。得物はトンファーであり、「剣術」の枠から完全に逸脱しているキャラクター。歌舞伎の鑑賞をする趣味を持っている。
見た目は西洋人だが、心意気は江戸っ子。料理が下手で魚の一尾も満足に焼けない。洋装のイベントグラフィックが多い。
麗琳
声 - 大野まりな / 堀江由衣
11歳。ピンク色の髪を頭部で2つにまとめており、改造チャイナドレスを着用。好物は小龍包。身長138cm、体重32kg、スリーサイズはB72/W55/H74。
中国で有名な剣術家である父は、鉄舟斎の古い友人。かつて自宅を訪ねてきた鉄舟斎に挑んであっさり叩きのめされ、以来楯岡道場で修行することを単身来日して楯岡道場に住み着き、新十郎を「先生」と呼び慕っている。得物は直刀で、自分の強さに過剰なまでに自信を持っている。料理が得意で、一人で満漢全席を用意出来るほど。
兜山大悟
18歳。好物は湯豆腐。身長178cm、体重75kg。家紋は「三つ組み鍬形」。
没落した名家出身の浪人。お家再興を目指して武者修行に明け暮れている。ほとんど食事目当てで楯岡道場に転がり込んだ。
真壁重蔵
18歳。納豆以外なら何でも食べる。身長175cm、体重60kg。家紋は「丸に四つ剣菱」。
甲賀流忍者の末裔。裏社会から離れて平穏な生活を送りたいと願っている。般若面を被った集団に襲われていたところ、通りかかった新十郎に助太刀されたことが縁で楯岡一門に加わった。
ゲームの進行によっては「風車の重蔵」と渾名して、世直し旅をしている水戸黄門風の老人のお共になる。
穂村武丸
15歳。酒豪。身長170cm、体重55kg。家紋は「稲荷抱き稲」。
材木問屋の軟派な跡取り息子。かつて剣の稽古中に誤って友人を死なせてしまったことがありそれ以来剣を捨てていたが、炎羅に襲われたところを新十郎に助けられ楯岡道場に入門する。
楯岡鉄舟斎
声 - 玄田哲章
46歳。身長182cm、体重75kg。
新十郎の父。通称「鬼鉄舟」。一刀流を学び、「活人」を旨とする楯岡派一刀流（略して楯岡流とも）を開く。織田信長の怨念を察知し、対抗する準備を整えるため道場を新十郎に任せて江戸を離れた。非常に頑固で厳しい人物だが、果し合いで死なせてしまった琴原遼雲の遺族の元へ定期的に金を送るなど、情に厚い。ルートによっては終盤で江戸に戻り戦いに参加する。 彼は平和を脅かす魔剣”巳鎚”(みづち)の存在を知ると、「一年で戻る」と言い残して消息を絶ってしまった。

### 英吉利騎士団
サテラ・ラブラドール
19歳。長い金髪に大きな赤いリボンを付けており、腰にサーベルを下げている。ズボン着用。好物はハッシュドポテト。身長173cm、体重58kg、スリーサイズはB83/W60/H85。
イギリス政府から派遣されて来た外交使節団の責任者。快活な少女で、ある程度は日本語も話せる。本来の来日目的は親善ではなく、徳川家が封印している織田信長が使ったという魔剣「巳鎚」を強奪することだった。一時的に将軍義宗を人質に捕って魔剣を手にし国外逃亡を図るが、出航前に捕縛された。
アルフレッド・ロックフォード
25歳。黒いスーツを着用。好物はインド料理。身長185cm、体重78kg。
東インド会社の調査員で、サテラの随行員。愛称はアル。無類の女好きで、女性と見かければ誰にでも口説こうとする。魔剣強奪に失敗し、サテラと共に捕らえられた。
グレッグ・マッケンジー
22歳。白いスーツを着用。河豚以外なら何でも食べる。身長192cm、体重86kg。
イギリスの商人で、サテラの随行員。剣術に長けている上、頭脳派でもある。魔剣強奪に失敗し、サテラと共に捕らえられた。

### 修兵塾
御影真幌
声 - 結城比呂
およそ17歳。新十郎と髪型や背格好が似ているが、表情は険しい。好物は寿司。身長170cm、体重62kg。
新宿に一門を構える剣術道場、修兵塾の主。クールな容姿と言動で江戸市中の町娘たちに人気があるが、その剣法は「活人」の楯岡道場に対して「殺人」を旨とするものである。
織田信長の怨霊に憑かれており、魔剣「巳鎚」を手に入れて幕府を倒し、退廃した徳川家の治世に戦乱を巻き起こすことを目指している。
炎羅
声 - 梁田清之
およそ30代後半。黒い鬼面を被った巨漢。身長185cm、体重80kg。
ひたすら強さのみを求める殺気溢れる剣術の使い手。修兵塾では実動部隊を率いる。正体は8年前に死亡したと思われていた淑乃の父・琴原遼雲である。鉄舟斎への復讐に燃え、江戸に戻った鉄舟斎と再戦した。
真由羅
声 - 川澄綾子
およそ13歳。巫女装束で、耳の先が尖っている。好物は松茸。身長139cm、体重35kg、スリーサイズはB76/W55/H76。
本職は新宿にある六尊天満宮の巫女。人外の血を引いており、妖術の類が使える。闇の世界で生きてきたことから心は荒み冷淡で高圧的な態度をしているが、境内で雀と戯れるなど優しい一面もある。人間社会の明暗の狭間で苦しんでおり、同じような悩みを持つ重蔵と通じ合うところがあった。その出自故に、煎り豆が苦手。

### 猫目茶屋
大河内雪芽
19歳。身長156cm、体重47kg、スリーサイズはB88/W58/H86。
最近江戸で評判の浅草寺門前町の甘味処「猫目茶屋」で働く看板娘、大河内三姉妹の長女。おっとりお姉さん系。大河内三姉妹の正体は公儀隠密（御庭番）であり、江戸市中で情報収集を行っている。忍装束の基調色は赤。
大河内千尋
17歳。身長162cm、体重50kg、スリーサイズはB80/W56/H86。
最近江戸で評判の浅草寺門前町の甘味処「猫目茶屋」で働く看板娘、大河内三姉妹の次女。元気一杯なボーイッシュ系。忍装束の基調色は青。
大河内若菜
14歳。身長154cm、体重40kg、スリーサイズはB79/W55/H81。
最近江戸で評判の浅草寺門前町の甘味処「猫目茶屋」で働く看板娘、大河内三姉妹の三女。可愛いマスコット系。忍装束の基調色は緑。

### その他の人物
徳山新之助
25歳。身長172cm、体重70kg。
自称貧乏旗本の三男坊で、め組に居候している武士。普段は着流しで江戸市中を徘徊しており、刀は持ち歩いていない。猫目茶屋で悪漢に絡まれていた若菜を助けたことが縁で新十郎と知り合い、同じ「新の字」であることから親しくなり楯岡道場の師範として雇われた。
正体は江戸幕府第8代将軍である徳川義宗。剣術の腕前は確かだが御影には劣り、また不意打ちに弱いが、江戸の危機に際して自ら手勢を率いて戦うなど頼れる上様である。
め組の辰五郎
52歳。身長155cm、体重56kg。
江戸町火消いろは47組の1つ、め組（麻布を担当）の頭。新之助の正体を知っている。町の皆から頼られる長老的な人物で、同じ麻布町内に住む楯岡家とも親交がある。グラフィックが「暴れん坊将軍」で同名の役を演じていた北島三郎に酷似している。
大岡忠祐
32歳。身長168cm、体重65kg。家紋は「丸に三つ引」。
江戸町奉行。新之助の正体を知っている。上様の市中徘徊で気苦労が絶えないせいか、年齢の割りに老けた顔立ちをしている。
馳倉嘉代
19歳。身長159cm、体重50kg、スリーサイズはB82/W59/H86。
新十郎らのライバルとなる日本橋の剣術道場、馳倉道場の主。windows版から大幅に容姿は変更され、表情も少し柔らかいものになった。
鬼塚吾平
新十郎らのライバルとなる浅草の剣術道場、厳武館の主。体格の良い老武士。

## 主題歌
『快刀乱麻』
作詞：ドン・マッコウ
作曲：浅井真
歌唱：豊島真千子

## 関連商品
- 攻略本「快刀乱麻 雅 公式攻略ガイド 楯岡道場繁盛指南書」（メディアワークス）
- 設定資料集「快刀乱麻 雅 絢爛絵巻」（ソフトバンククリエイティブ）
- ノベライズ「快刀乱麻 雅 道場主はつらいよ」（角川書店）
- ノベライズ「快刀乱麻 雅 ねらわれた道場主」（同上）
- ノベライズ「快刀乱麻 雅 道場主の条件」（同上）

## OVA
『快刀乱麻 THE ANIMATION』のタイトルで、1999年11月26日に上之巻、同年12月23日に下之巻が発売された。
キャスト
- 楯岡新十郎 - 森久保祥太郎
- 藤城小春 - 豊嶋真千子
- 琴原淑乃 - 富沢美智恵
- 小石川紗奈 - 桑島法子
- 花房美燐 - 今井由香
- 麗琳 - 堀江由衣
- 楯岡鉄舟斎 - 玄田哲章
- 御影真幌 - 結城比呂
- 炎羅 - 梁田清之
- 魔由羅 - 川澄綾子

スタッフ
- 原作 - イマジニア（イマディオ）、オールパワフル
- 監督・絵コンテ・演出 - 関野昌弘
- 脚本 - 山田光洋
- キャラクターデザイン・作画監督 - 島村秀一
- 美術監督 - 東厚治
- 色彩設計 - 関美恵子
- 撮影監督 - 岡崎英夫
- 編集 - 西重成
- 音楽 - 林有三
- 音響監督 - 岩浪美和
- プロデューサー - 高畑裕一郎、頼経康史、渡辺欽哉
- アニメーション制作 - AIC
- 制作 - アニメイトフィルム
- 製作 - キングレコード、ムービック

主題歌
エンディングテーマ「I MUST LIVE」（上之巻）
作詞・歌 - uco / 作曲 - uco and 吉見緋出輝 / 編曲 - Funta
エンディングテーマ「大好きなのに…」（下之巻）
作詞 - 松葉美保 / 作曲・編曲 - 大平勉 / 歌 - 豊嶋真千子